# Fabriciana buckwelli
Fabriciana buckwelli är en fjärilsart som beskrevs av Varin 1961. Fabriciana buckwelli ingår i släktet Fabriciana och familjen praktfjärilar. Inga underarter finns listade i Catalogue of Life.